# سویچی تاناکا
سویچی تاناکا (انگلیسی: Soichi Tanaka؛ زادهٔ ۲۷ ژوئن ۱۹۸۹) بازیکن فوتبال اهل ژاپن است.